# Nicholas McGegan
Nicholas McGegan (Sawbridgeworth, Hertfordshire, Anglaterra, 14 de gener de 1950), és un director d'orquestra, clavecinista i flautista anglès, especialitzat en música antiga
Després d'estudiar a Cambridge i a Oxford, McGegan participà en algunes de les primeres interpretacions de música amb criteris històrics durant els anys 1970, com per exemple, les primeres gravacions de les simfonies de Mozart interpretades amb criteris històrics de Christopher Hogwood. McGegan ha dirigit durant molts anys la Philharmonia Baroque Orchestra de San Francisco i actualment també la Saint Paul Chamber Orchestra. També ha col·laborat amb el Festival Handel de Göttingen i amb el teatre de Drottningholm, a Suècia. McGegan fundà un grup de música de cambra, The Arcadian Academy.